# Estadio Central (Almatý)
El estadio Central (en kazajo: Орталық стадион; en ruso: Центральный стадион) es un estadio multiusos de la ciudad de Almatý, Kazajistán. El estadio fue inaugurado en 1958 durante el periodo soviético con una capacidad para albergar 23 804 espectadores, todos ellos sentados. Está destinado, principalmente, para la práctica del fútbol y en él disputan sus partidos como local el club de la ciudad, el FC Kairat, y la selección de Kazajistán.

## Historia

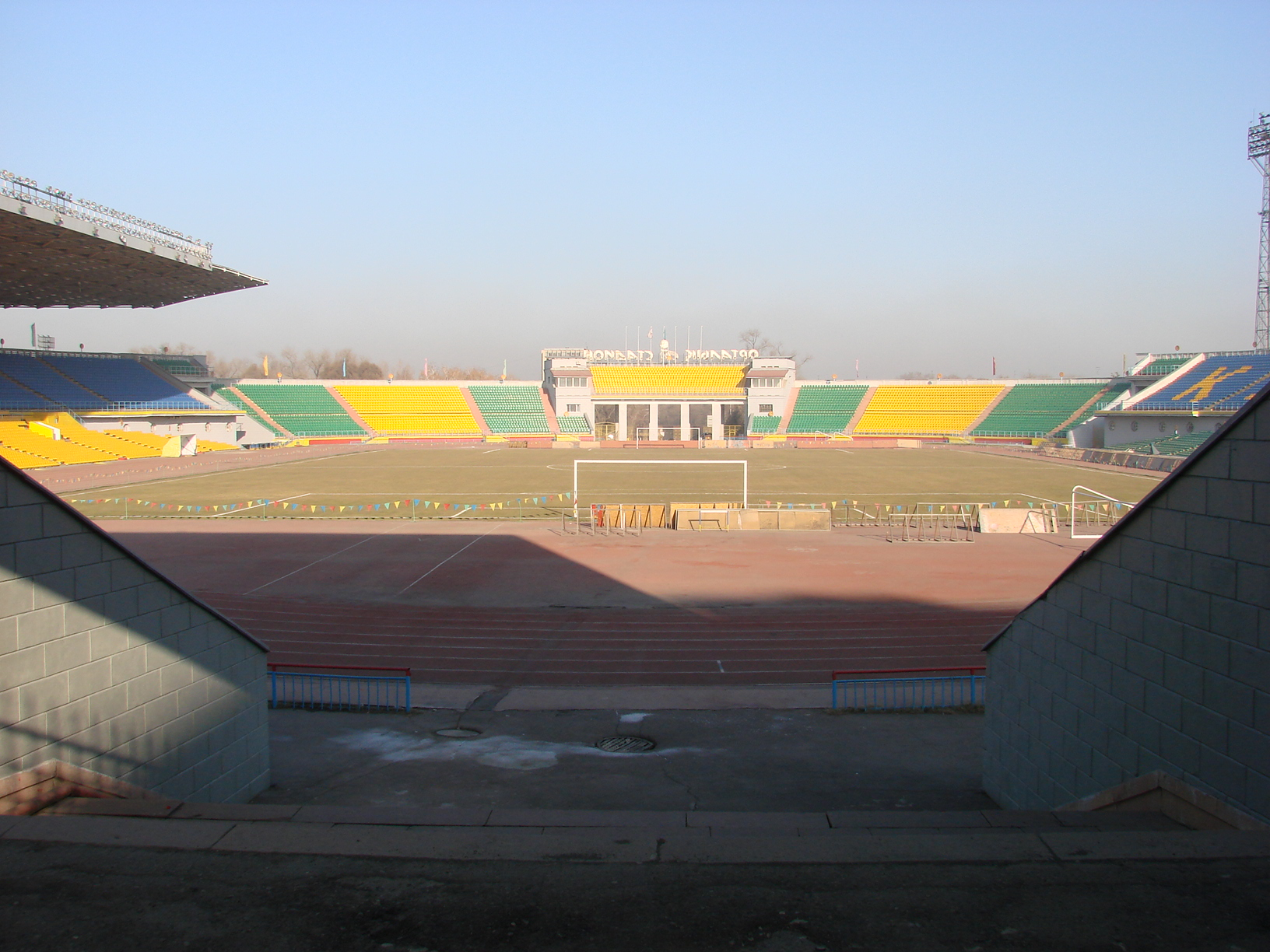
Interior del estadio.

El estadio Central de Almaty fue construido en 1958 con una estructura ovalada, dividido en cuatro tribunas (oeste, norte, sur y este). La capacidad total del estadio es de 23 804 espectadores tras las remodelaciones acometidas para instalar asientos de plástico.
Desde la inauguración del estadio, el FC Kairat, el club de la ciudad, ha disputado todos sus partidos en el estadio, así como los periodos en los que el club disputó la Soviet Top Liga, la máxima división del fútbol soviético. El 10 de abril de 1960 se disputó el partido debut del Kairat en el estadio Central contra el Admiralteytsa de Leningrado, encuentro que terminó en empate sin goles y con las gradas absolutamente repletas. El Kairat fue el único equipo kazajo en disputar la Soviet Top Liga y, por lo tanto, el estadio Central de Almatý fue también el único estadio del país en acoger los partidos de la Liga.
En 2012, Almtatý organizó la Copa del Mundo de Brandy y el estadio Central acogió, junto al recinto Medeo, los partidos de esta competición.